# Diócesis de Tyler
La diócesis de Tyler (en latín: Dioecesis Tylerensis y en inglés: Roman Catholic Diocese of Tyler) es una circunscripción eclesiástica de la Iglesia católica en Estados Unidos. Se trata de una diócesis latina, sufragánea de la arquidiócesis de Galveston-Houston. El 11 de noviembre la diócesis se encuentra bajo administración apostólica por parte de Joe Vásquez, tras la destitución de su entonces titular, Joseph Strickland.

## Territorio y organización
La diócesis tiene 59 472 km² y extiende su jurisdicción sobre los fieles católicos de rito latino residentes en el estado de Texas en los 35 condados de: Anderson, Angelina, Bandera, Bowie, Camp, Cass, Cherokee, Delta, Franklin, Freestone, Gregg, Harrison, Henderson, Hopkins, Houston, Lamar, Leon, Madison, Marion, Morris, Nacogdoches, Panola, Rains, Real, Red River, Rusk, Sabine, San Augustine, Shelby, Smith, Titus, Trinity, Upshur, Van Zandt y Wood.
La sede de la diócesis se encuentra en la ciudad de Tyler, en donde se halla la Catedral de la Inmaculada Concepción.
En 2020 en la diócesis existían 52 parroquias.

## Historia
La diócesis fue erigida el 12 de diciembre de 1986 con la bula Ex quo divino del papa Juan Pablo II, obteniendo el territorio de las diócesis de Beaumont, Dallas y Galveston-Houston (hoy arquidiócesis).
El 25 de enero de 1999, como resultado del decreto Quo aptius christifidelium de la Congregación para los Obispos, se amplió adquiriendo el territorio del condado de Madison, que pertenecía a la arquidiócesis de Galveston-Houston.
Originalmente sufragánea de la arquidiócesis de San Antonio, pasó a formar parte de la provincia eclesiástica de Galveston-Houston el 29 de diciembre de 2004.

## Estadísticas
De acuerdo al Anuario Pontificio 2021 la diócesis tenía a fines de 2020 un total de 130 930 fieles bautizados.
| Año                                                                             | Población            | Población | Población      | Sacerdotes | Sacerdotes    | Sacerdotes    | Bautizados por sacerdote | Diáconos permanentes | Religiosos | Religiosos | Parroquias |
| Año                                                                             | Bautizados católicos | Total     | % de católicos | Total      | Clero secular | Clero regular | Bautizados por sacerdote | Diáconos permanentes | Varones    | Mujeres    | Parroquias |
| ------------------------------------------------------------------------------- | -------------------- | --------- | -------------- | ---------- | ------------- | ------------- | ------------------------ | -------------------- | ---------- | ---------- | ---------- |
| 1990                                                                            | 29 153               | 1 190 000 | 2.4            | 40         | 24            | 16            | 728                      | 26                   | 17         | 68         | 42         |
| 1999                                                                            | 52 362               | 1 211 878 | 4.3            | 51         | 31            | 20            | 1026                     | 35                   | 8          | 59         | 35         |
| 2000                                                                            | 53 576               | 1 215 918 | 4.4            | 82         | 62            | 20            | 653                      | 45                   | 24         | 60         | 40         |
| 2001                                                                            | 53 776               | 1 215 918 | 4.4            | 83         | 63            | 20            | 647                      | 47                   | 24         | 60         | 40         |
| 2002                                                                            | 54 879               | 1 242 826 | 4.4            | 73         | 57            | 16            | 751                      | 67                   | 23         | 60         | 42         |
| 2003                                                                            | 56 127               | 1 302 043 | 4.3            | 84         | 67            | 17            | 668                      | 65                   | 21         | 57         | 42         |
| 2004                                                                            | 55 934               | 1 304 746 | 4.3            | 90         | 77            | 13            | 621                      | 62                   | 15         | 55         | 42         |
| 2010                                                                            | 67 594               | 1 452 000 | 4.7            | 86         | 77            | 9             | 785                      | 93                   | 10         | 46         | 44         |
| 2014                                                                            | 120 528              | 1 496 000 | 8.1            | 112        | 101           | 11            | 1076                     | 102                  | 11         | 52         | 50         |
| 2017                                                                            | 122 541              | 1 419 820 | 8.6            | 103        | 95            | 8             | 1189                     | ?                    | 8          | 53         | 51         |
| 2020                                                                            | 130 930              | 1 522 300 | 8.6            | 84         | 79            | 5             | 1558                     | 94                   | 9          | 51         | 52         |
| Fuente: Catholic-Hierarchy, que a su vez toma los datos del Anuario Pontificio. |                      |           |                |            |               |               |                          |                      |            |            |            |

## Episcopologio
- Charles Edwin Herzig † (12 de diciembre de 1986-7 de septiembre de 1991; falleció)
- Edmond Carmody (24 de marzo de 1992-3 de febrero de 2000; nombrado obispo de Corpus Christi)
- Álvaro Corrada del Río, S.I. (5 de diciembre de 2000-6 de julio de 2011; nombrado obispo de Mayagüez)
- Joseph Strickland, (29 de septiembre de 2012-11 de noviembre de 2023; destituido)
  - Joe Vásquez (desde el 11 de noviembre del 2023; como administrador apostólico)